# Alina Szemińska

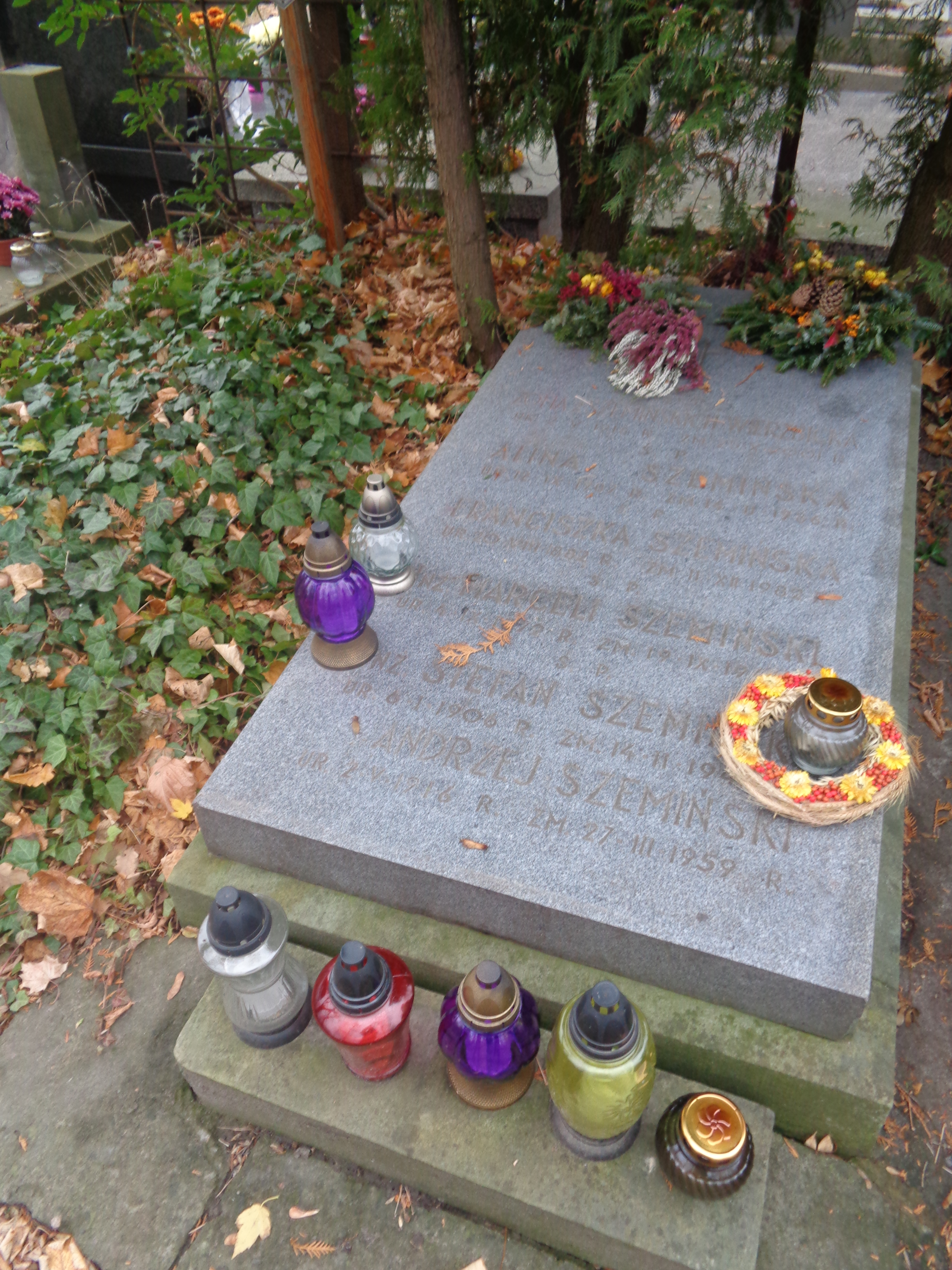
Grób Aliny Szemińskiej na Starych Powązkach

Alina Szemińska (ur. 12 września 1907 w Warszawie, zm. 14 lutego 1986 tamże) – polska psycholog, pedagog, wykładowca Uniwersytetu Warszawskiego.
Wraz z Jeanem Piagetem prowadziła badania nad zdolnościami dzieci do budowy reprezentacji mentalnych, niezależnie od obiektów, ich różnorodności, a także ich właściwości percepcyjnych. Szczególnie ważny jest jej wkład do odkrycia zjawiska braku stałości ilości cieczy (non-conservation de la quantité) i braku stałości liczby kardynalnej u dziecka pod koniec okresu przedszkolnego, co Piaget włączył do swych kryteriów przejścia dziecka ze stadium przedoperacyjnego do stadium operacji konkretnych. Wymieniona wśród najwybitniejszych kobiet w psychologii XX wieku.

## Życiorys

### Dzieciństwo i edukacja
Alina Szemińska pochodziła z inteligenckiej, zasymilowanej rodziny pochodzenia żydowskiego. Jej matka Franciszka Szemińska z d. Wiesel (1882–1982) była działaczką społeczną, opiekowała się dziećmi i młodzieżą, m.in. w Towarzystwie Opieki nad Więźniami i ich Rodzinami „Patronat”. Ojciec Aliny, Marceli Szemiński (1872–1944) był inżynierem elektrykiem. Lata pierwszej wojny światowej Alina spędziła wraz z rodziną w Szwecji, gdzie jej ojciec współpracował z firmami sprowadzającymi surowce. Od roku 1918 uczęszczała do gimnazjum ZNP w Warszawie. Będąc w klasie VI, musiała przerwać naukę z powodu choroby; maturę zdała eksternistycznie w gimnazjum im. S. Staszica w Warszawie w 1926. Wyjechała do Berlina, by tam studiować psychologię dziecka u Wolfganga Köhlera, jednego z twórców psychologii postaci, Gestalt, oraz u Kurta Levina. W 1928 Köhler poradził jej kontynuowanie studiów na Faculté des Lettres Uniwersytetu Genewskiego, zwracając jej uwagę na prawie jeszcze wtedy nieznanego psychologa Jeana Piageta. W Genewie jednocześnie studiowała też w Instytucie im. Jeana-Jacquesa Rousseau, gdzie Piaget zainteresował ją rozwojem pojęć matematycznych u dzieci. W 1932 uzyskała dyplom magistra pedagogiki i zdała egzaminy uprawniające do przygotowywania doktoratu. W 1935 została asystentką Piageta.

### Okres II wojny światowej
Świadoma zbliżającej się wojny, ze względów patriotycznych Alina Szemińska zdecydowała się na przerwanie swych badań naukowych i powrót do kraju. 31 sierpnia 1939, na kilka godzin przed atakiem wojsk niemieckich na Polskę, przyleciała samolotem do Warszawy (z dramatycznym międzylądowaniem w Berlinie). Podjęła działania w Polskim Czerwonym Krzyżu jako kierownik Działu Poszukiwań w Biurze Informacyjnym. W połowie listopada 1942 została zadenuncjowana i wraz z rodzicami osadzona w warszawskim getcie, z którego 2 lutego 1943 udało się im uciec. Alina pod przybranym nazwiskiem „Eugenia Górska” włączyła się ponownie w tajne nauczanie jako wykładowca Wyższych Kursów Nauczycielskich, a jej rodzice ukrywali się osobno. Jednak już w lutym 1943 została aresztowana i osadzona w więzieniu na Pawiaku. Udało się jej ukryć prawdziwą tożsamość. Powierzono jej funkcję „korytarzowej”, mogła więc wychodzić poza celę, co wykorzystała dla niesienia pomocy innym. Po 9 miesiącach, 25 listopada 1943 przetransportowano ją do obozu koncentracyjnego Auschwitz I. Mimo trapiących ją chorób, dzięki znajomości języków obcych służyła tam pomocą jako tłumaczka i jako przyuczona pielęgniarka, a swoją postawą i optymizmem wielu osobom ułatwiła przetrwanie. Oswobodzona 17 lutego 1945 przez wojsko radzieckie, piechotą dostała się do Krakowa, skąd wróciła do Warszawy.

### Działalność po II wojnie światowej
Po wojnie zajęła się poradnictwem psychologicznym w różnych placówkach opieki nad dzieckiem. We wrześniu 1945 w składzie polskiej delegacji wzięła udział w konferencji w Zurychu poświęconej dzieciom – ofiarom wojny, gdzie spotkała Piageta i dowiedziała się, że w 1941 ukazała się ich wspólna książka La Genèse du nombre chez l’enfant (Geneza pojęcia liczby u dziecka). Od 1947 wykładała w Instytucie Pedagogiki w Warszawie, a pięć lat później objęła tam kierownictwo Zakładu Psychologii. Zaczął się jednak wtedy okres, z którym psychologię Piageta potępiano w Polsce z marksistowskiego punktu widzenia. Sytuacja zmieniła się dla niej zasadniczo w związku z październikową odwilżą 1956. Została zatrudniona  na stanowisku zastępcy profesora, a później – starszego wykładowcy w Katedrze Psychologii Uniwersytetu Warszawskiego. Katedra ta później, po kilkakrotnych zmianach, stała się (1981) Wydziałem Psychologii Uniwersytetu Warszawskiego. Dwa lata po odwilży Uniwersytet Warszawski nadał (1958) Piagetowi tytuł Doktor honoris causa, a w 1969 w Moskwie ukazało się rosyjskie tłumaczenie wyboru jego dzieł. 
Brak doktoratu uniemożliwiał Szemińskiej awanse akademickie (częściowo zrekompensował jej to doktorat honoris causa Uniwersytetu Genewskiego w 1979, gdy była już na emeryturze). Prowadziła wykłady z psychologii rozwojowej i seminarium magisterskie. W roku 1962 na międzynarodowej konferencji poświęconej rozwojowi procesów poznawczych w Oslo wygłosiła referat pt. Ewolucja procesu myślenia: możliwości zastosowania wyników badań w praktyce pedagogicznej. Brała też później udział w konferencjach w Paryżu i w Moskwie. W 1967 dostała zgodę na roczny pobyt naukowy w Genewie.
Opracowała metodę badania dojrzałości szkolnej (wydane w pracy zbiorowej pod jej redakcją: Zapisy do klasy pierwszej szkoły podstawowej, PZWS 1969, wyd. drugie 1973), która była stosowana w polskich przedszkolach. Za najbardziej typowe objawy dojrzałości szkolnej dziecka uważała zapał do podjęcia roli ucznia i chęć do nauki, a także czas utrzymywania się tego zainteresowania (trwałość uwagi) oraz wyniki osiągane dzięki ćwiczeniom.
W 1971 przeszła na emeryturę, ale nadal była aktywna naukowo i kontynuowała współpracę z genewskim Centrum Badawczym Piageta. Redagowała naukowo i opatrzyła komentarzem polskie przekłady niektórych dzieł Piageta. W 1975 wygłosiła 3 wykłady telewizyjne w ramach NURT, Nauczycielskiego Uniwersytetu Radiowo-Telewizyjnego. 20 sierpnia 1980 roku podpisała apel 64 uczonych, pisarzy i publicystów do władz komunistycznych o podjęcie dialogu ze strajkującymi robotnikami.
Była osobą skromną, bardzo sumienną, pomagająca innym, a zwłaszcza dzieciom znajdującym się w trudnej sytuacji. Opiekowała się swą matką, która dożyła stu lat. Została pochowana na cmentarzu Powązkowskim (kwatera 150-4-3).

## Osiągnięcia naukowe
Jakkolwiek trudno jest oddzielić wkład Aliny Szemińskiej do psychologii od wkładu Piageta, jej mistrza, jednakże zasadne jest przypuszczenie, że to jej – zapoczątkowane ok. roku 1933 – badanie dzieci doprowadziło do odkrycia zjawiska braku stałości ilości cieczy i braku stałości liczby kardynalnej (non-conservation), które Piaget opracował koncepcyjnie i włączył do tworzonej przez siebie teorii stadialnego rozwoju pojęć matematycznych u dziecka. Oto typowy test stałości liczby. Dziecku wpierw pokazuje się szyk dwóch rządków kółek wyglądających identycznie, np.
```
         ○ ○ ○ ○ ○ ○ ○ ○ ○ ○
         ● ● ● ● ● ● ● ● ● ●
```

Pada wtedy pytanie, czy czarnych kółek jest tyle samo co białych. Po potwierdzającej odpowiedzi dziecka badający rozsuwa kółka w drugim rzędzie:
```
         ○ ○ ○ ○ ○ ○ ○ ○ ○ ○
      ●   ●   ●   ●   ●   ●   ●   ●   ●   ●
```

Ponawia się poprzednie pytanie. Dziecko, które nie osiągnęło jeszcze poziomu stałości liczby, odpowiada, że czarnych żetonów jest więcej. Tak to widzi. Jeżeli zaś badane dziecko jest przekonane, że po zmianie nadal jest tyle samo czarnych żetonów co białych, określa się to jako poziom stałości liczby, co było przez Piageta uważane za jeden z najważniejszych przejawów osiągnięcia poziomu operacji konkretnych. Dzieci osiągają ten poziom przeciętnie w wieku pomiędzy 6 a 7 lat; jeszcze około 20% 7-latków jest na poziomie przedoperacyjnym.
Pouczające są badania Aliny Szemińskiej, która zmodyfikowała standardowy test Piageta, zastępując żetony przez odpowiednio dobrane pary przedmiotów, np. układa się rząd 10 małych zielonych domków bez dachów i pod nim tej samej długości rząd 10 czerwonych dachów. Po stwierdzeniu przez dziecko, że domków jest tyle samo co dachów, dachy były rozsuwane na jego oczach:
```
                    □ □ □ □ □ □ □ □ □ □
       ∆     ∆     ∆     ∆     ∆     ∆     ∆     ∆     ∆     ∆
```

Ciąg dalszy był taki sam w poprzedniej wersji testu. Pozornie ta zmiana warunków testu jest zupełnie nieistotna; małe, okrągłe, identyczne żetony wydają się matematycznie i psychologicznie równie konkretne jak te domki i dachy. Jednakże pozytywne odpowiedzi w tym zmodyfikowanym teście osiągały już dzieci 4-letnie, o dwa lata wcześniej niż w oryginalnym teście! W terminologii Piageta określa się to terminem pseudo-konserwacja i wyjaśnia, że w sytuacji domki–dachy łatwiejsze jest przyporządkowanie jeden-do-jednego. W grę wchodzi też inny czynnik: pytanie, czy jest tyle samo domków co dachów, ma dla dziecka sens życiowy (np. czy starczy dachów), nie jest więc ono zmylone zwiększaniem odległości dachów. Kółka, choć też są konkretne, nie sugerują żadnej interpretacji. W klasycznym teście dziecko słyszy pytanie sformułowane formalnie, sprawdza się w ten sposób rozumienie znaczenia słów: „Czy jest tyle samo?”, którego intencji – po dokonanym rozsunięciu owych kółek – dziecko nie rozumie.

W opracowaniu Rozwój pojęć matematycznych u dziecka Szemińska przedstawiła – oprócz wyników Piageta i jego grupy – również wyniki jej własnych badań polskich dzieci, ale nie da się ich wyodrębnić.

## Życie prywatne
Po 1945 Alina Szemińska pozostawała w nieformalnym związku z psychologiem Henrykiem Ryllem (1899–1947), zajmującym się dziećmi upośledzonymi umysłowo, aż do jego tragicznej śmierci w wypadku samochodowym w grudniu 1947. Przełożyli z francuskiego książkę: Henri Wallon, Od czynu do myśli: szkic z zakresu psychologii porównawczej, wydaną przez PZWS. Ich synem jest dr Jerzy Ryll, matematyk (ur. 1947).

## Nagrody i wyróżnienia
- Złoty Krzyż Zasługi 1956[3]
- Krzyż Kawalerski Orderu Odrodzenia Polski 1967[3]
- Tytuł doktora honoris causa Uniwersytetu Genewskiego 1979[6].

## Publikacje
- Essai d’analyse psychologique du raisonnement mathématique, Cahiers de pédagogie expérimentale et de psychologie de l’enfant, no 7, 1935 (20 stron).
- (współautor J. Piaget), Quelques expériences sur la conservation des quantités continues chez l’enfant, Journal de psychologie normale et pathologique. Année 36, 1939, p. 36–64.
- (współautor J. Piaget), La Genèse du nombre chez l’enfant, Neuchâtel, Delachaux et Niestlé, 1941; 7ème édition 1997 ISBN 978-2603008393 (wydana również w językach: angielskim, niemieckim, hiszpańskim, włoskim, rosyjskim i portugalskim).
- (współautorzy: J. Piaget i B. Inhelder), La Géométrie spontanée chez l’enfant, Paris, Presses Universitaires de France, coll. « Bibliothèque contemporaine », 1949 ISBN 978-2130325918 (wydana również w językach: angielskim i włoskim).
- (współautorzy: J. Piaget, J. Bliss, M. Bovet, E. Ferreiro, M. Labarthe, J. Vergnaud, T. Vergopoulo), La transmission des mouvements, Études d’Épistémologie Génétique XXVII, Paris, Presses Universitaires de France, 1972.
- (współautorzy: J. Piaget, J-B. Grize, V. Bang et al.), Épistémologie et psychologie de la fonction, Études d’épistémologie génétique XXIII, Paris, Presses Universitaires de France 1968 (wydana później w językach: angielskim i niemieckim).
- De l’identification à la conservation opératoire, Bulletin de psychologie, tome 30 (1977), s. 369–375.
- Rozwój pojęć matematycznych u dziecka, [w:] Z. Semadeni (red.), Nauczanie początkowe matematyki, t. 1, Warszawa, Wydawnictwa Szkolne i Pedagogiczne, 1981, s. 112–254 (wyd. drugie, 1991, s. 120–250, ISBN 83-02-04415-6).

Łącznie opublikowała ponad 50 prac, głównie z zakresu psychologii dziecka, rozwoju myślenia i kształtowania się pojęć matematycznych u dziecka.